# Crno bijeli svijet (skladba)
»Crno bijeli svijet« je skladba in tretji single skupine Prljavo kazalište, ki je izšel leta 1980 pri založbi Suzy. Single vsebuje skladbi »Crno bijeli svet« in »Moderna djevojka«, ki ju je napisal Jasenko Houra. Producent plošče je bil Ivan Stančić, naslovnica pa je delo znanega hrvaškega grafika Mirka Ilića. Single je izšel pred izidom drugega albuma skupine, Crno bijeli svijet, na katerem sta izšli tudi obe skladbi, ki spadata med največje hite skupine in sta tako izšli na številnih kompilacijskih albumih.
Skladba je bila leta 2000 uvrščena na 74. mesto Seznama 100 najboljših jugoslovanskih rock skladb po izboru revije Rock Express.

## Seznam skladb
A stran
1. »Crno bijeli svijet« (03:13)

B stran
1. »Moderna djevojka« (03:57)

## Zasedba

### Prljavo kazalište
- Jasenko Houra – kitara
- Tihomir Fileš – bobni
- Marijan Brkić – solo kitara
- Ninoslav Hrastek – bas kitara
- Davorin Bogović – vokal

### Produkcija
- Producent, aranžer: Ivan Stančić
- Oblikovanje: Mirko Ilić
- Izvršni producent: Milan Škrnjug
- Fotografija: Marko Čolić